# Bloom (locale)
Il Bloom è un locale nato il 16 maggio 1987 a Mezzago in Brianza e tuttora attivo.

## Storia
Nel locale si svolgono principalmente concerti dal vivo, ma anche proiezioni cinematografiche d'essai sia all'aperto che nella sala dedicata, concorsi musicali, corsi, mostre d'arte e di fotografia. Si è da sempre distinto per lo spazio riservato alle nuove proposte e alle sperimentazioni. È stato il punto di riferimento italiano per la musica rock alternativa soprattutto per gli anni novanta del XX secolo.
Tra i concerti svoltisi sono da segnalare quelli dei Nirvana nel 1989 e 1991, dei Green Day nel 1994 e dei QOTSA nel 1998. 
Tra i gruppi italiani che si sono esibiti qui spiccano Verdena, Ministri, Marlene Kuntz Afterhours e gli Uzeda .   
Gestito dalla Cooperativa Sociale "Il Visconte di Mezzago" ha come obiettivo "dimostrare concretamente che è possibile vivere in questa società senza arrendersi né alle logiche del consumismo e delle multinazionali né all'atrofia culturale".
Nella sua storia, ha condotto una programmazione musicale variegata, con un ritmo di più di 100 concerti all'anno e giornate a tema, ritagliandosi un seguito fra gli appassionati musicali lombardi.